# Vlădești (Tigveni), Argeș
Vlădești este un sat în comuna Tigveni din județul Argeș, Muntenia, România.